# Говхар Бахшалієва
Говхар Бахшалі кизи Бахшалієва (азерб. Gövhər Baxşəli qızı Baxşəliyeva; народилася 26 листопада 1954 року) — азербайджанський учений-сходознавець, арабістка. Доктор філологічних наук, професор, директорка інституту сходознавства Національної академії наук Азербайджану, віце-спікерка парламенту Азербайджану скликання 2000—2005 років, дійсний член Національної академії наук Азербайджану.

## Загальні відомості
Гевхар Бахшалієва народилася в 1954 році в Барді. У 1977 році з відзнакою закінчила факультет сходознавства Азербайджанського державного університету за спеціальністю викладач східних мов і літератури. У 1984 році захистила кандидатську, а в 1996 році докторську дисертацію. Є автором 4 монографій, 10 книг та понад 120 наукових статей і доповідей, 23 з яких видані в авторитетних зарубіжних виданнях.
Свою трудову діяльність Гевхар Бахшалієва розпочала в 1977 році на посаді старшого лаборанта в інституті сходознавства Академії наук Азербайджану. У 1978—1986 роках працювала молодшим науковим співробітником інституту, в 1986—1989 рр. науковим співробітником, 1989—1993 рр. старшим науковим співробітником, а з 1993 по 1997 роки — заступником директора з науки.
З 1997 року Гевхар Бахшалієва обіймає посаду директора інституту сходознавства.
Також вона обиралась депутатом Парламенту II, III, IV скликань. Була керівником делегації Міллі Меджлісу в Парламентській Асамблеї Організації Ісламського Співробітництва, а також міжпарламентській робочої групи із взаємного співробітництва Азербайджан-Єгипет.
Має сина. Її батько — Бахшалі Бахшалієв в 1970—1980 рр. очолював Міністерство фінансів Азербайджанської РСР.

## Основні наукові досягнення
Гевхар Бахшалієва займається дослідженням давньої і сучасної арабської літератури, арабомовної азербайджанської літератури, арабомовних джерел, арабо-азербайджанських літературних зв'язків. Редагування, підготовка до друку та публікація сотень наукових праць з різних напрямках сучасного сходознавства.
Під її керівництвом захищено 12 дисертацій Pd.D. за спеціальністю «Всесвітня література (арабська література)». Успішно представляла азербайджанську східнознавчу науку у багатьох зарубіжних країнах (Туреччина, Росія, Іран, Єгипет, Саудівська Аравія, Сирія, ОАЕ, Франція, Велика Британія, Італія, Угорщина, Румунія, Китай, Малайзія, Індонезія та інші).
Гевхар Бахшалієва - голова Ради по захисту докторських дисертацій за спеціальностями 10.01.02 — «Література тюркських народів» і 10.01.03 — «Всесвітня література». Голова Проблемної Ради з координації досліджень із сходознавства. Відповідальний редактор журналу «Наукові дослідження» і головний редактор журналу «Азербайджанське сходознавство».

## Педагогічна діяльність
Говхар Бахшалієва обрана 27 грудня 2018 року членом опікунської ради Азербайджанського богословського інституту.

## Найменування основних наукових робіт
- «Абд ас-Салам ал-Уджейли. Очерки жизни и творчества». Баку, Элм, 1989 год.
- Абу-л-Фарадж ал. Исфахани. «Сказание о Меджнуне». Перевод с арабского. Баку, Язычы, 1990 год.
- Абу-л-Фарадж ал. Исфахани. «Книга песен». Перевод с арабского. Баку, Элм, 1990 год.
- «„Книга песен“ Абу-л-Фараджа ал-Исфахани и классическая азербайджанская литература». Баку, Элм, 1998 год.
- «Дастаны о божественной любви». Баку, 2001 год.
- Hamıdan ucadır alimin yeri. Баку, Нурлан, 2003, 322 стр.
- Институт Востоковедения имени ак. З. М. Буниятова. Баку, НМ, 2005, 80 стр.
- Абу-л-Фарадж ал-Исфахани. Рассказы о Кайсе ибн Мулаввахе по прозвищу Меджнун и арабоязычных азербайджанских поэтах. Баку, Элм, 2006, 374 стр.
- Современный сирийский рассказ. Баку, АNЭ, 2007, 352 стр.
- С. Бахшалиева. Словар «Фарханги-тюрки» Мухаммедтаги Каракоюнлу и его значение в изучении истории азербайджанского языка. Составитель и предисловие Г. Б. Бахшалиевой. Баку, ЭНЕ, 2009, 264 стр.
- Джубран Халил Джубран. «Сломанные крылья». Перевод с арабского. Г. Б. Бахшалиевой и А. Мамедовой. Баку, БЧЕ 2010, 108 стр.
- «Статьи, доклады, интервью …» В 2-х тома. Баку, БЧЕ, 2011, I т. — 436 стр., II т. — 512 стр.
- «Литературные взгляды Тауфика ал-Хакима». Баку, Элм, 2012, 508 стр.